# Окото на света
Окото на света (на английски: The Eye of the World) е първата книга от фентъзи-поредицата Колелото на времето от американския писател Робърт Джордан. За първи път романът е публикуван от Tor Books и излиза на 15 януари 1990.

## Сюжет
„Окото на света“ е фокусирана около животите на група млади хора от Емондово поле в Две реки – Ранд ал-Тор, Матрим Каутон, Перин Айбара, Егвийн ал-Вийр и Нинив ал-Мийра.
Емондово поле неочаквано е нападнато от Тъмните сили – страховити тролоци и мърдраал, които, изглежда, се целят особено в Ранд, Мат и Перин. Надявайки се да спасят селото от по-нататъшни атаки, младите мъже и Егвийн напускат селото, придружени от Айез Седай Моарейн Дамодред, нейния Стражник Лан Мандрагоран и веселчуна Том Мерилин. По-късно към тях се присъединяват амбулантът Падан Фейн и Нинив ал-Мийра, Премъдрата на Емондово поле.
Преследвани от нарастващ брой тролоци и мърдраали, бегълците са принудени да търсят убежище в изоставения град Шадар Логот – място, където дори Тъмните сили се страхуват да влязат, заради злия Машадар, който се крие там. Напускайки града, пътниците се разделят.
Ранд, Мат и Том пътуват до Бели мост на ладия по реката, където Мерилин е наранен, докато осигурява на Мат и Ранд да избягат от мърдраал. В Кемлин, където двамата пристигат пеша след много премеждия, Ранд се сприятелява с огиер на име Лоиал. Докато разглежда града и се опитва да види заловения Лъжедракон Логаин, Ранд пада в дворцовата градина. Там той среща Елейн Траканд, щерка-наследница на Андор, и нейните братя Гавин Траканд и Галад Дамодред. Ранд е заведен пред кралица Мургейз и нейната съветничка Айез Седай, Елайда, Прорицава, че Ранд е опасен. Въпреки това кралицата го освобождава.
Междувременно Егвийн и Перин пътуват към Кемлин в компанията на Илиас Мачира, мъж, който може да комуникира с вълци и който твърди, че Перин има същата способност. Тримата се натъкват на легион Чеда на Светлината. Перин убива двама Бели плаща, след като те убиват един от вълците, и е пленен и осъден на смърт. Моарейн, Лан и Нинив спасяват Егвийн и Перин от лагера на Чедата. Заедно те пътуват към Кемлин, където се събират с Ранд и Мат. Ранд казва на Моарейн, че Мат е станал подозрителен и затворен, и тя определя „болестта“ му като зараза, получена от рубинена кама, взета от него в Шадар Логот. Мат трябва да пътува към Тар Валон, за да бъде Изцелен.
Лоиал предупреждава Моарейн за заплаха спрямо Окото на света, която е потвърдена от живите и смущаващи сънища на Ранд, Мат и Перин. Окото на света е било създанено от Айез Седай преди Тъмния да поквари Сайдин, и е скрито в Погибелта. Охранява се от Сомешта, известен в приказките като Зеления човек, и съдържа един от седемте печата на затвора на Тъмния, знамето на Луз Терин Теламон и Рога на Валийр.
Лоиал води групата през Пътищата (друмове, изградени от преливащи мъже, които сега са покварени от същото зло, мърсящо сайдин), за да достигнат Окото. Те навлизат в Погибелта и откриват и Окото, и Зеления човек. Окото се оказва басейн, пълен със сайдин, чист и непокварен. Другарите са изненадани от Отстъпниците Агинор и Балтамел. Балтамел загива от ръката на Зеления човек, а Агинор и Ранд се борят за власт над Окото. Ранд побеждава Отстъпника и, воден от чист късмет, успява да победи Баал-Замон със сайдин, както и да унищожи тролокската армия, нападнала Граничната държава Шиенар.
След това Ранд с ужас осъзнава, че е преливал Единствената сила и е обречен на безумие и ужасна смърт. Разкрива се убеждението на Моарейн, че Ранд е Прероденият Дракон.

## Теми и препратки
Робърт Джордан заявява, че съзнателно е създал Две реки по подобие на Графството в Средната земя. Съществуват и други силни връзки с Властелинът на пръстените, особено идеята за безтелесния и невидим Тъмен господар, сравнението на мрачната земя Мордор с Такан-дар, както и на Шайол Гул с Ородруин, очевидни прилики между тролоци и орки, мърдраали и Назгули, Падан фейн и Ам-гъл, Лан и Арагорн, Моарейн и Гандалф (не и на външен вид), огиери и енти.
„Окото на света“ е Bildungsroman, в който млади хора израстват, преживяват нови неща и поемат тежки отговорности. Друга силна тема в книгата е природата на доверието; хората от Две реки трябва да разчитат на Моарейн, но се страхуват, че тя ги манипулира и ги използва за свои цели.